# Петерс, Ивана
Ивана Петерс (серб. Ивана Петерс), также известная как Ивана Негатив (серб. Ивана Негатив), урождённая Ивана Павлович (серб. Ивана Павловић, родилась 22 августа 1974 в Белграде) — сербская певица, вокалистка рок-группы Negativ и бывшая певица группы Tap 011.

## Биография
Окончила среднюю музыкальную школу и гимназию, в возрасте 15 лет вступила в рэп-группу «Who is the best», с которой записала два альбома. Выступила на фестивале «Белградский шлягер 94», заменив певицу Мадам Пиано, благодаря чему обратила внимание на сеюя. По предложению менеджера группы Tap 011 Драгослава «Гане» Пецикозы вошла в её состав, исполняя женский вокал вместе с Гоцей Тржан. В группе также выступали Петар Ступар, Джордже Пайович и Милан Боянич. С группой она записала четыре альбома и участвовала во многочисленных фестивалях.
Вскоре Ивана стала певицей в рок-группе «Negativ», в составе которой записала 4 альбома. В группе также выступают Никола «Джонни» Радакович (гитара), Милан «Змолен» Златанович (бас-гитара) и Дарио Яношевич (ударные). Первый сингл «Ja bih te sanjala» с альбома «Negativ» принёс славу группе в Сербии (в первую очередь благодаря вокалу Иваны) и сделал её центральной участницей мнлжества сербских рок-фестивалей. После многочисленных гастролей группа издала новый альбом «Ni ovde ni tamo». Ивана стала известна благодаря своему внешнему виду (небольшой красный бант), а альбом приобрёл более жёсткое звучание.
Группа выступала на фестивале «Беовизия» с песней «Zbunjena» в 2004 году (она же звучала на вышедшем в том альбоме «Tango») и одержала победу. В 2007 году группа участвовала в сербском фестивале «Беовизия» как отборочном конкурсе на Евровидение в Хельсинки, но финишировала 3-й. В конце января 2009 года после перерыва группа продолжила написание песен, издав перед этим в 2008 году на фестивале во Врнячке-Бане сингл «Julija». В апреле 2009 года вышел альбом «Spusti me na zemlju».
Ивана Петерс состоит в браке с музыкантом Александром Петерсом, некогда фронтмэном рэпкор-группы «Sunshine». Есть дочь Сара.

## Дискография

### Tap 011
- 1995: Novi Svet
- 1996: Gaće
- 1997: Možda ti se vratim kao Lesi
- 1998: Igra

### Negative
- 1999: Negative
- 2002: Ni ovde ni tamo
- 2004: Tango
- 2009: Spusti me na zemlju